# Elecciones distritales de Distrito Federal de 2018 (Brasil)
Las elecciones distritales de Distrito Federal de 2018 tuvieron lugar el 7 de octubre (primer turno) y el 28 de octubre (segundo turno), siendo parte de las elecciones generales de Brasil. Los ciudadanos de Distrito Federal eligieron gobernador, senadores, diputados federales y diputados distritales.

## Resultados

### Gobernador

#### Primera vuelta[1]
|  | 89.30 % |

|  | 3.94 % |

|  | 6.72 % |

|  | 41.97 % |

|  | 13.94 % |

|  | 11.24 % |

|  | 7.35 % |

|  | 6.99 % |

|  | 5.88 % |

|  | 4.35 % |

|  | 4.19 % |

|  | 4.01 % |

|  | 0.08 % |

#### Segunda vuelta[2]
|  | 88.54 % |

|  | 3.47 % |

|  | 7.99 % |

|  | 69.79 % |

|  | 30.21 % |

### Senadores[3]
|  | 17.76 % |

|  | 15.33 % |

|  | 12.06 % |

|  | 10.18 % |

|  | 8.28 % |

|  | 7.70 % |

|  | 7.43 % |

|  | 5.15 % |

|  | 4.74 % |

|  | 3.15 % |

|  | 2.95 % |

|  | 2.80 % |

|  | 1.64 % |

|  | 0.65 % |

|  | 0.20 % |

### Diputados federales electos[4]
|  | 8.43 % |

|  | 4.52 % |

|  | 6.00 % |

|  | 5.54 % |

|  | 3.20 % |

|  | 3.20 % |

|  | 2.20 % |

|  | 6.25 % |

### Diputados distritales electos[5]
|  | 3.56 % |

|  | 2.85 % |

|  | 2.78 % |

|  | 2.47 % |

|  | 2.15 % |

|  | 1.95 % |

|  | 1.78 % |

|  | 1.32 % |

|  | 1.20 % |

|  | 0.88 % |

|  | 0.87 % |

|  | 0.78 % |

|  | 0.74 % |

|  | 0.66 % |

|  | 0.62 % |

|  | 0.52 % |

|  | 0.45 % |